# West Hendred
West Hendred – wieś i civil parish w Anglii, w hrabstwie Oxfordshire, w dystrykcie Vale of White Horse. Leży 20 km na południowy zachód od Oksfordu i 89 km na zachód od Londynu. W 2011 roku civil parish liczyła 386 mieszkańców. West Hendred jest wspomniana w Domesday Book (1086) jako Henret.